# Finale du Grand Prix ISU 2013-2014
Navigation
Édition précédente Édition suivante
La finale du Grand Prix ISU est la dernière épreuve qui conclut chaque année le Grand Prix international de patinage artistique organisé par l'International Skating Union. Elle accueille des patineurs amateurs de niveau senior dans quatre catégories: simple messieurs, simple dames, couple artistique et danse sur glace.
Pour la saison 2013/2014, la finale est organisée du 5 au 8 décembre 2013 au Marine Messe de Fukuoka au Japon. Il s'agit de la 19e finale depuis la création du Grand Prix ISU en 1995.

## Qualifications
Seuls les patineurs qui atteignent l'âge de 14 ans au 1er juillet 2013 peuvent participer aux épreuves du Grand Prix ISU 2013/2014. Les épreuves de qualifications sont successivement :
- le Skate America du 18 au 20 octobre 2013  à Détroit
- le Skate Canada du 25 au 27 octobre 2013 à Saint-Jean
- la Coupe de Chine du 1er au 3 novembre 2013 à Shanghai
- le Trophée NHK du 8 au 10 novembre 2013 à Tokyo
- le Trophée de France du 15 au 17 novembre 2013 à Paris
- la Coupe de Russie du 22 au 24 novembre 2013 à Moscou

Les patineurs participent à un ou deux grands-prix. Les six patineurs qui ont obtenu le plus de points sont qualifiés pour la finale et les trois patineurs suivants sont remplaçants.
|             | Messieurs                   | Dames              | Couples                                 | Danse sur glace                     |
| ----------- | --------------------------- | ------------------ | --------------------------------------- | ----------------------------------- |
| 1           | Patrick Chan                | Mao Asada          | Tatiana Volosozhar / Maksim Trankov     | Meryl Davis / Charlie White         |
| 2           | Tatsuki Machida             | Ioulia Lipnitskaïa | Aljona Savchenko / Robin Szolkowy       | Tessa Virtue / Scott Moir           |
| 3           | Yuzuru Hanyu                | Ashley Wagner      | Pang Qing / Tong Jian                   | Ekaterina Bobrova / Dmitri Soloviev |
| 4           | Maksim Kovtun               | Anna Pogorilaya    | Kirsten Moore-Towers / Dylan Moscovitch | Nathalie Péchalat / Fabian Bourzat  |
| 5           | Daisuke Takahashi (Forfait) | Adelina Sotnikova  | Meagan Duhamel / Eric Radford           | Kaitlyn Weaver / Andrew Poje        |
| 6           | Yan Han                     | Elena Radionova    | Peng Cheng / Zhang Hao                  | Anna Cappellini / Luca Lanotte      |
| Remplaçants |                             |                    |                                         |                                     |
| 1er         | Nobunari Oda (Remplaçant)   | Akiko Suzuki       | Sui Wenjing / Han Cong                  | Elena Ilinykh / Nikita Katsalapov   |
| 2e          | Adam Rippon                 | Carolina Kostner   | Stefania Berton / Ondrej Hotarek        | Maia Shibutani / Alex Shibutani     |
| 3e          | Jason Brown                 | Gracie Gold        | Vera Bazarova / Yuri Larionov           | Madison Chock / Evan Bates          |

À la suite d'une blessure à la jambe, Daisuke Takahashi est remplacé par son compatriote Nobunari Oda.

## Résultats

### Messieurs

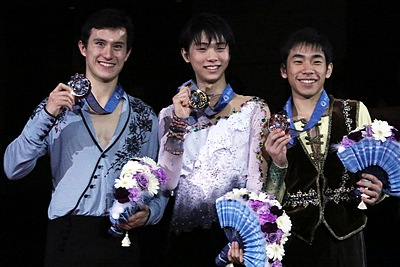
Podium des Messieurs

| Rang | Nom             | Pays   | Points | Programme court | Programme court | Programme libre | Programme libre |
| ---- | --------------- | ------ | ------ | --------------- | --------------- | --------------- | --------------- |
| 1    | Yuzuru Hanyu    | Japon  | 293.25 | 1               | 99.84           | 1               | 193.41          |
| 2    | Patrick Chan    | Canada | 280.08 | 2               | 87.47           | 2               | 192.61          |
| 3    | Nobunari Oda    | Japon  | 255.96 | 3               | 80.94           | 3               | 175.02          |
| 4    | Tatsuki Machida | Japon  | 236.03 | 6               | 65.66           | 4               | 170.37          |
| 5    | Maksim Kovtun   | Russie | 233.24 | 5               | 68.92           | 5               | 164.32          |
| 6    | Yan Han         | Chine  | 232.55 | 4               | 77.75           | 6               | 154.80          |

### Dames

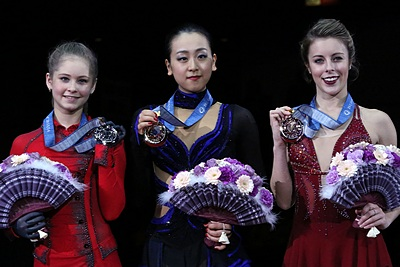
Podium des Dames

| Rang | Nom                | Pays       | Points | Programme court | Programme court | Programme libre | Programme libre |
| ---- | ------------------ | ---------- | ------ | --------------- | --------------- | --------------- | --------------- |
| 1    | Mao Asada          | Japon      | 204.02 | 1               | 72.36           | 1               | 131.66          |
| 2    | Ioulia Lipnitskaïa | Russie     | 192.07 | 4               | 66.62           | 2               | 125.45          |
| 3    | Ashley Wagner      | États-Unis | 187.61 | 3               | 68.14           | 3               | 119.47          |
| 4    | Elena Radionova    | Russie     | 183.02 | 5               | 64.38           | 4               | 118.64          |
| 5    | Adelina Sotnikova  | Russie     | 173.30 | 2               | 68.38           | 6               | 104.92          |
| 6    | Anna Pogorilaya    | Russie     | 171.88 | 6               | 59.81           | 5               | 112.07          |

### Couples

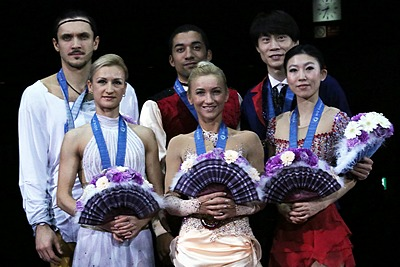
Podium des couples artistiques

| Rang | Nom                                     | Pays      | Points | Programme court | Programme court | Programme libre | Programme libre |
| ---- | --------------------------------------- | --------- | ------ | --------------- | --------------- | --------------- | --------------- |
| 1    | Aljona Savchenko / Robin Szolkowy       | Allemagne | 227.03 | 2               | 79.46           | 1               | 147.57          |
| 2    | Tatiana Volosozhar / Maksim Trankov     | Russie    | 223.83 | 1               | 82.65           | 2               | 141.18          |
| 3    | Pang Qing / Tong Jian                   | Chine     | 213.98 | 3               | 75.40           | 3               | 138.58          |
| 4    | Peng Cheng / Zhang Hao                  | Chine     | 197.37 | 5               | 68.87           | 4               | 128.50          |
| 5    | Meagan Duhamel / Eric Radford           | Canada    | 193.38 | 4               | 73.07           | 6               | 120.31          |
| 6    | Kirsten Moore-Towers / Dylan Moscovitch | Canada    | 189.11 | 6               | 68.77           | 5               | 120.34          |

### Danse sur glace

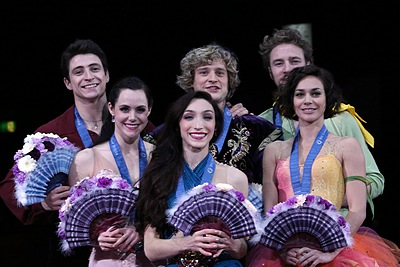
Podium de la danse sur glace

| Rang | Nom                                 | Pays       | Points | Danse courte | Danse courte | Danse libre | Danse libre |
| ---- | ----------------------------------- | ---------- | ------ | ------------ | ------------ | ----------- | ----------- |
| 1    | Meryl Davis / Charlie White         | États-Unis | 191.35 | 1            | 77.66        | 1           | 113.69      |
| 2    | Tessa Virtue / Scott Moir           | Canada     | 190.00 | 2            | 77.59        | 2           | 112.41      |
| 3    | Nathalie Péchalat / Fabian Bourzat  | France     | 169.11 | 5            | 66.63        | 3           | 102.48      |
| 4    | Ekaterina Bobrova / Dmitri Soloviev | Russie     | 166.72 | 3            | 68.90        | 4           | 97.82       |
| 5    | Kaitlyn Weaver / Andrew Poje        | Canada     | 165.04 | 4            | 67.68        | 5           | 97.36       |
| 6    | Anna Cappellini / Luca Lanotte      | Italie     | 156.58 | 6            | 61.57        | 6           | 95.01       |

## Sources
- (en) Résultats de la finale 2013/2014 du Grand Prix ISU sur le site de l'ISU
- Patinage Magazine N°137 (Janvier/Février 2014)